# جون هارتلي
جون هارتلي (بالإنجليزية: John Hartley)‏ هو أكاديمي أسترالي، ولد في 1948 في لندن في المملكة المتحدة.